# Llandovery Castle
Llandovery Castle (walisisk: Castell Llanymddyfri) er en middelalderborgruin fra slutningen af 1200-tallet, der ligger i byen Llandovery i Carmarthenshire, Wales. Den ligger på en bakkeknold med overblik over floden Towy og de omkringliggende land.
Den første borg på stedet blev opført af normannerne i træ i begyndelsen af 1100-tallet, men den blev senere genopført som en stenfæstning. I år 1400 besøgte kong Henrik 2. af England borgen, og i 1403 blev den belejret af Owain Glyndwr under glyndwroprøret..
Den blev nedbrændt i 1500-tallet og blev aldrig repareret.